# Миттельберг (Клайнвальзерталь)
Миттельберг (Клайнвальзерталь) (нем. Mittelberg (Kleinwalsertal)) — коммуна (нем. Gemeinde) в Австрии, в федеральной земле Форарльберг.
Входит в состав округа Брегенц. Население составляет 5033 человека (на 31 декабря 2005 года). Занимает площадь 96,82 км².
Коммуна Миттельберг состоит из трёх посёлков: Миттельберг, Хиршег и Рицлерн.

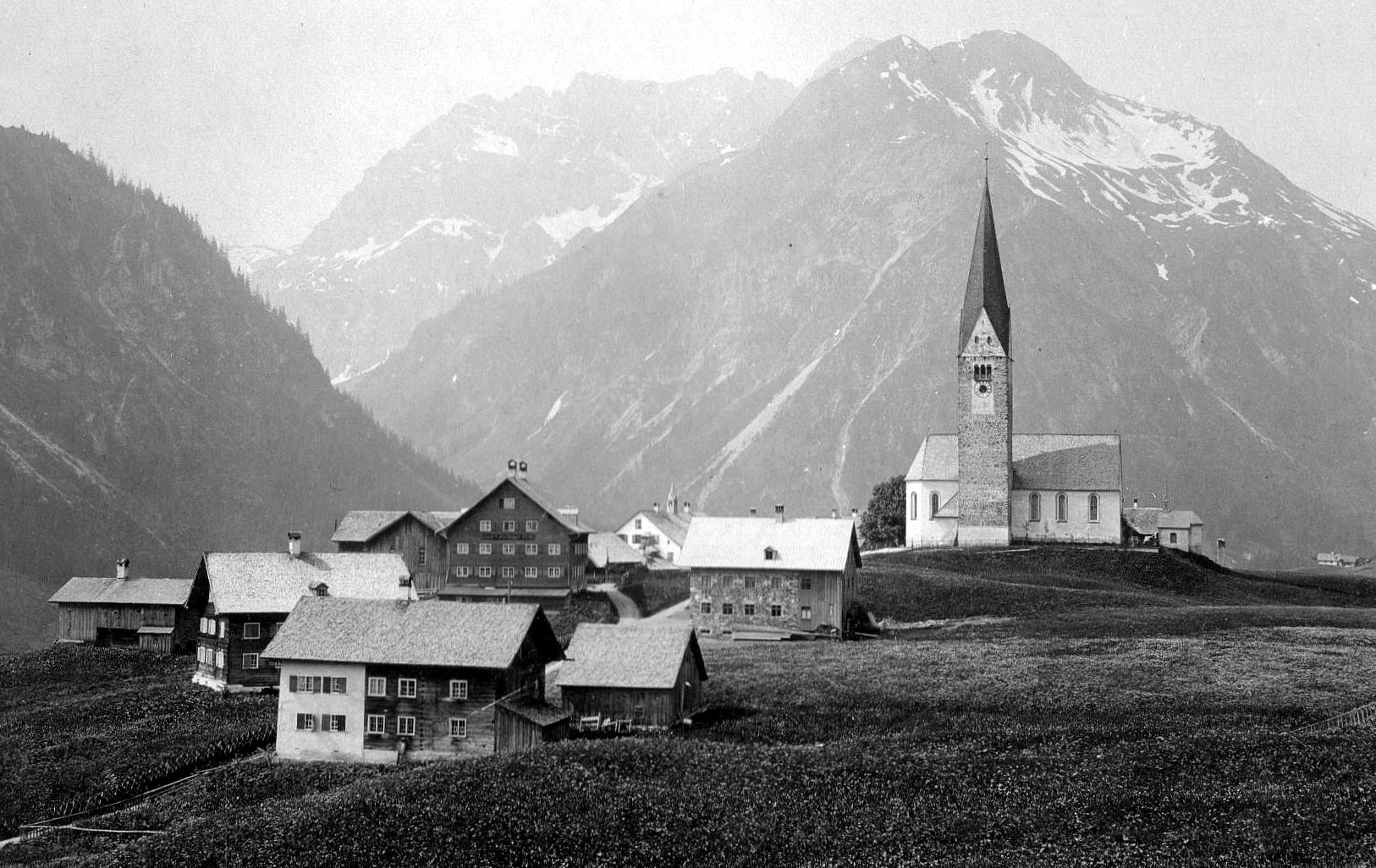
Миттельберг (Клайнвальзерталь)

## Политическая ситуация
Бургомистр коммуны — Вернер Штромайер (АПС) по результатам выборов 2005 года.
Совет представителей коммуны (нем. Gemeinderat) состоит из 24 мест.
- АПС занимает 11 мест.
- АНП занимает 10 мест.
- независимые: 3 места.